# Акколтик
Акколти́к (каз. Аққолтық) — село у складі Сузацького району Туркестанської області Казахстану. Входить до складу Жартитобинського сільського округу.
Населення — 1033 особи (2021; 977 у 2009, 952 у 1999, 1201 у 1989).